# Troie (film)
Pour les articles homonymes, voir Troie (homonymie).
Pour plus de détails, voir Fiche technique et Distribution.
Troie (Troy) est un film américain réalisé par Wolfgang Petersen et sorti en 2004. Il s’agit d’une adaptation libre et romancée des poèmes épiques du cycle troyen, singulièrement de l'Iliade d'Homère.

## Synopsis

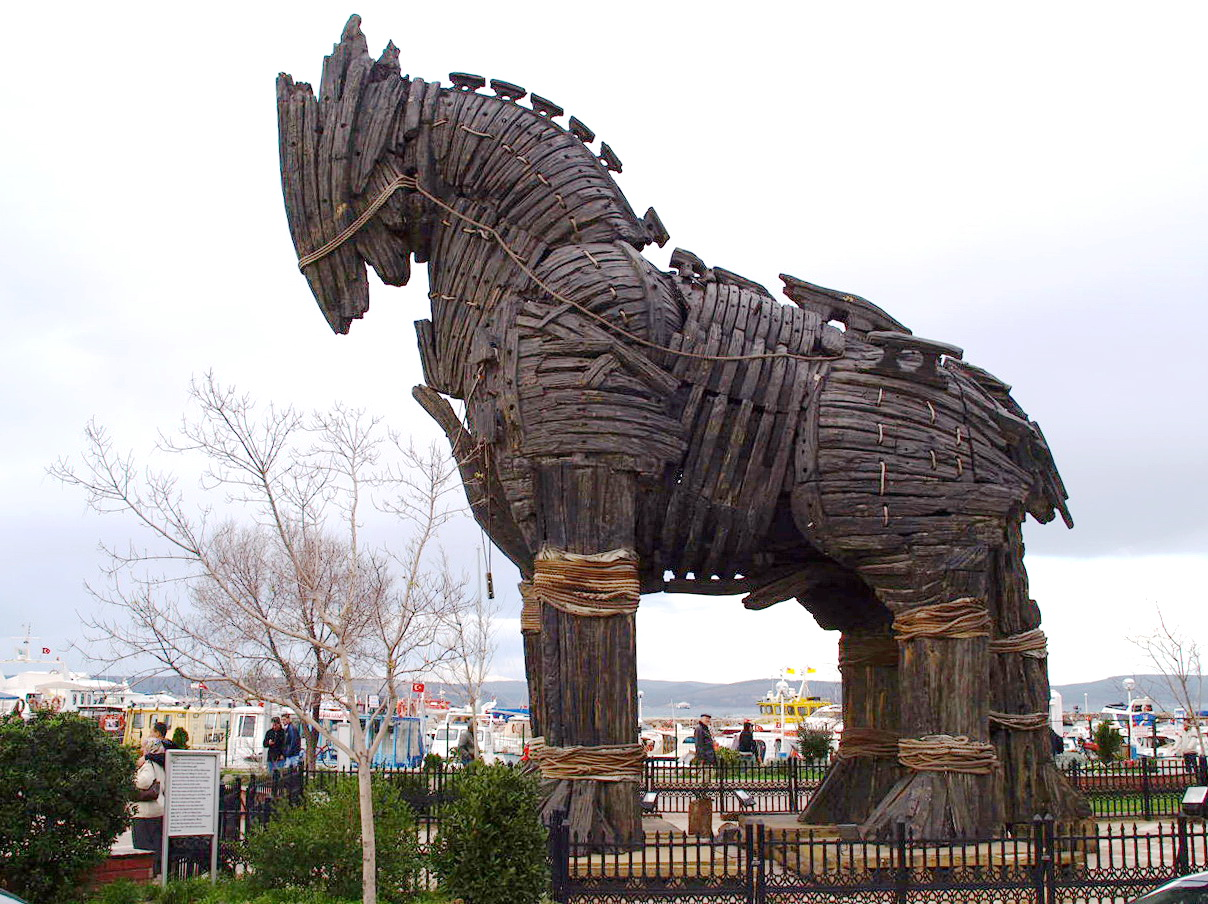
Élément du décor : le Cheval de Troie tel qu'il est utilisé dans le film, exposé à Çanakkale en Turquie.

Vers l'an 1250 av. J.-C., l’ambitieux Agamemnon, roi de Mycènes, tente de fédérer la Grèce sous son commandement. Il compte en cela sur les talents d'Achille, soldat légendaire, fier et imprévisible mais qu'il hait. Le film s’ouvre sur la conquête de la Thessalie, dernier royaume grec à n’avoir pas encore ployé le genou devant la puissance d’Agamemnon. Pendant ce temps, le roi Ménélas de Sparte, frère d’Agamemnon, célèbre la paix nouvellement scellée avec la puissante cité de Troie, en recevant à festoyer les princes Hector et Pâris, fils du roi Priam de Troie. À cette occasion, Pâris tombe amoureux d’Hélène de Sparte, épouse de Ménélas, qu’il séduit et invite à quitter Sparte en sa compagnie. Apprenant la fuite de sa femme, Ménélas, trahi et furieux, fait voile vers Mycènes où il demande à son frère Agamemnon de l’aider à se venger de Troie. Le roi de Mycènes y a tout intérêt : la conquête de Troie lui offrirait le contrôle de la mer Égée. Aussi ordonne-t-il à tous les rois de Grèce de rassembler leurs armées. Nestor convainc Agammenon que face à Troie, ils ont besoin d'Achille et de ses Myrmidons. Agammemnon bien que sceptique charge le roi Ulysse d'Ithaque, célèbre pour sa ruse, de convaincre l’impétueux Achille de se joindre à la guerre. Alors qu'il entraine son cousin Patrocle au combat, celui-ci reçoit la visite d’Ulysse : « cette guerre restera dans l’histoire, ainsi que le nom des guerriers qui y auront combattu », lui confie le roi d’Ithaque. Tenté par la gloire éternelle, le guerrier cherche conseil auprès de sa mère, Thétis ; en allant à Troie, apprend-il, il courrait à une mort certaine et graverait son nom dans l’Histoire. Persuadé par ces propos, Achille se joint à l'armée d'Agamemnon.
À Troie, le peuple et la Cour fêtent le retour des princes et les fiançailles de Pâris et d’Hélène. Le roi Priam et le prince Hector, héritier de Troie et commandant de l’armée troyenne, font préparer les défenses de la Cité en vue d'une attaque qu’ils savent prochaine. Et de fait, une flotte considérable (un millier de trières) et près de 50.000 soldats grecs sont en route pour Troie. Pressé d’en découdre, Achille, accompagné de ses cinquante Myrmidons, est le premier à débarquer sur la plage troyenne. Les soldats déployés le long des côtes — appuyés par Hector et sa cavalerie d’élite — ne font pas le poids. Les Myrmidons parviennent au temple d’Apollon, dieu protecteur de Troie, qu’ils pillent sans vergogne. Impuissant, Hector est finalement épargné par Achille — « le Soleil n’est pas assez haut dans le ciel pour tuer des princes » — et rentre à Troie, seul survivant du massacre. Dans le temple, les soldats d’Achille ont trouvé Briséis, cousine des princes troyens et prêtresse d’Apollon, qu’ils livrent à Achille. Celui-ci traite sa prisonnière avec égard, la libérant de ses chaînes et lui assurant qu’elle n’a rien à craindre de lui. Jaloux de la gloire d’Achille, Agamemnon fait enlever la jeune femme, laissant Achille furieux qui refuse désormais de participer au combat et jure de se venger du roi.
Le conseil de Troie, présidé par le roi Priam, discute de l’issue de la guerre et de l'opportunité de pourparlers. Le prince Pâris propose d’affronter Ménélas dans un combat singulier dont l'issue déterminera le destin d'Hélène. Le lendemain matin, devant les portes de Troie, les armées grecque et troyenne se font face. Pâris formule sa proposition, qui est acceptée par Agamemnon sous la pression de Ménélas. Le combat commence et Pâris est rapidement dominé. Blessé à la jambe, il se retrouve à terre et rampe jusqu’à Hector, qui met fin au combat. Ménélas refuse et s’apprête à achever le prince quand Hector transperce le roi de Sparte de son épée, le laissant raide mort. Furieux et choqué de l’issue du combat, Agamemnon ordonne à ses soldats d’attaquer. S’ensuit une bataille de mêlée où s’entrechoquent flèches, lances et boucliers. L’efficacité des archers troyens, la précipitation d’Agamemnon et l’absence d’Achille sont la cause de la défaite sanglante des Grecs. Ainsi assiste-t-on à la mort d’Ajax, roi de Salamine et le soldat le plus réputé de l’armée grecque (après Achille), de la main même du prince Hector. Agamemnon fulmine. Ulysse lui recommande de faire la paix avec Achille en rendant Briséis ; le roi l'a donnée aux hommes.
Malmenée par les soldats grecs, Briséis est finalement sauvée par Achille, qui la ramène sous sa tente. La jeune femme, tentée de tuer Achille dans son sommeil, renonce (et se donne à lui). Adouci, Achille veut rentrer chez lui, loin de la guerre de Troie, malgré les intercessions d'Ulysse. Une nuit, les Troyens organisent une contre-attaque - malgré les réticences d’Hector, qui préférait attendre le départ d’Achille - et les Grecs sont acculés sur la plage. Surgit alors Achille en armure qui redonne espoir aux Grecs et court tout droit vers Hector. L’affrontement est bref : quelques coups d’épées suffisent à Hector pour mettre son assaillant à terre. Lorsqu’Hector lui retire son casque, il ne s’agissait pas d’Achille mais de son jeune cousin Patrocle. Choqué, Hector met fin à la bataille, comprenant que l'issue de la guerre vient de changer. Le soir, Hector accompagne sa femme Andromaque jusqu’à un souterrain menant aux abords de Troie, par lequel elle pourrait fuir si la ville venait à tomber aux mains des Grecs.
Fou de douleur, Achille se rend seul devant les portes de Troie où il défie Hector. Le prince fait ses adieux à sa famille et s’arme pour le combat. Le duel est intense, Achille l’emporte et traine la dépouille de son adversaire derrière son char jusqu'au campement grec. La nuit même, Priam infiltre le camp grec afin de réclamer le corps de son fils à Achille. Ému par le courage du vieux roi, Achille y consent et accorde aux Troyens une trêve de douze jours pour l’accomplissement des rites funéraires. Il permet même à Briséis de repartir avec Priam. Entre-temps, Ulysse conçoit un plan audacieux.
Au terme de la trêve, le roi Priam et quelques dignitaires se rendent à la plage de Troie qu'ils s'étonnent de trouver vide, à l’exception de quelques cadavres pestiférés et d’un grand cheval de bois, que Priam, malgré la méfiance du prince Pâris, interprète comme une offrande des Grecs faite au dieu Poséidon pour favoriser leur voyage de retour dans leur pays. Les Troyens, sûrs de leur victoire, portent le cheval dans la cité et célèbrent leur victoire. La nuit venue, Ulysse, Achille et une poignée d'autres soldats sortent du cheval qui leur servait de cachette et ouvrent les portes de la ville au reste de l’armée grecque, dont la flotte mouillait à proximité. Celle-ci met la cité à sac : les maisons sont pillées et incendiées ; les habitants massacrés. Témoin impuissant de la destruction de sa cité, Priam est tué par Agamemnon, non sans avoir d’abord imploré la clémence du roi des Grecs pour les femmes et les enfants de Troie. Entretemps, la princesse Andromaque a conduit Hélène et quelques Troyens, dont Énée, vers le souterrain.  
Agamemnon retrouve Briséis : cette dernière le tue. Achille, qui cherchait également Briséis, la sauve in extremis des soldats Grecs. Il est blessé par une flèche tirée par Pâris qui lui transperce le talon. Pâris décoche à cinq reprises, jusqu'à ce qu'Achille tombe et meure dans les bras de Briséis, à qui il a le temps d'avouer son amour. Pâris mène sa cousine, en sanglots, jusqu’au souterrain où les cousins rejoignent Hélène, Andromaque et les Troyens en fuite, tandis que l'armée grecque s’assemble autour du corps d'Achille. 
Le pillage terminé, Ulysse et les Grecs rendent un dernier hommage à la dépouille d’Achille, qu'ils incinèrent dans la cité.

## Fiche technique
- Titre français : Troie
- Titre original : Troy
- Réalisation : Wolfgang Petersen
- Scénario : David Benioff, d'après le poème l’Iliade, d'Homère
- Production : Warner Bros. Pictures, Village Roadshow Pictures, Radiant Productions et Plan B Films
- Producteurs : Wolfgang Petersen, Colin Wilson (en) et Diana Rathbun
- Coproducteur : Winston Azzopardi
- Musique originale : James Horner
- Directeur de la photographie : Roger Pratt
- Création des décors : Nigel Phelps
- Création des costumes : Bob Ringwood
- Montage : Peter Honess
- Sociétés de production : Helena Productions, Latina Pictures, Radiant Productions, Plan B Entertainment, Nimar Studios, Warner Bros. Pictures
- Sociétés de distribution : Warner Bros. Pictures
- Pays de production :  États-Unis
- Langue originale : anglais
- Durée : 163 minutes, 196 minutes (director's cut, 2007)[2]
- Genre : aventure, péplum, film épique
- Budget : 175 000 000 $[3]
- Dates de sortie[4] : 
  - Allemagne: 9 mai 2004 (avant-première mondiale à Berlin)
  - France, Belgique, Suisse romande : 13 mai 2004
  - États-Unis, Canada : 14 mai 2004
- Classification :
  - Interdit aux moins de 12 ans (version cinéma)
  - Interdit aux moins de 16 ans (version director's cut)

## Distribution

### Grecs
- Brad Pitt (VF : Jean-Pierre Michaël ; VQ : Alain Zouvi) : Achille
- Brian Cox (VF : Philippe Catoire ; VQ : Jean-Marie Moncelet) : Agamemnon
- Sean Bean (VF : Jean-Pol Brissart ; VQ : Benoît Rousseau) : Ulysse
- Brendan Gleeson (VF : Patrick Messe ; VQ : Marc Bellier) : Ménélas
- Julie Christie (VF : Évelyne Séléna ; VQ : Élizabeth Lesieur) : Thétis
- Vincent Regan (VF : Bruno Choël ; VQ : Marc-André Bélanger) : Eudore
- John Shrapnel (VF : Jean-Jacques Moreau ; VQ : Yves Massicotte) : Nestor
- Garrett Hedlund (VF : Franck Lorrain ; VQ : Hugolin Chevrette-Landesque) : Patrocle
- Tyler Mane (VF : Antoine Tomé ; VQ : Mario Desmarais) : Ajax le grand
- Julian Glover (VF : Jean Lescot ; VQ : Claude Préfontaine) : Triopas
- Jacob Smith : le messager
- Nathan Jones : Boagrius
- Siri Svegler (en) : Polydora
- Ken Bones : Hippasus
- Louis Dempsey : Aphareus
- Joshua Richards : Haemon
- Tim Chipping : Echepolus

### Troyens
- Eric Bana (VF : Franck Capillery ; VQ : Jean-François Beaupré) : Hector
- Orlando Bloom (VF : Denis Laustriat ; VQ : Martin Watier) : Pâris
- Diane Kruger (VF : elle-même ; VQ : Pascale Montreuil) : Hélène
- Peter O'Toole (VF : Jean Négroni[5] ; VQ : Aubert Pallascio) : Priam
- Saffron Burrows (VF : Ivana Coppola ; VQ : Nathalie Coupal) : Andromaque
- Rose Byrne (VF : Caroline Pascal ; VQ : Bianca Gervais) : Briséis
- James Cosmo (VF : Claude Brosset ; VQ : Jacques Lavallée) : Glaucos
- Owain Yeoman (VF : Axel Kiener ; VQ : Benoit Éthier) : Lysandre
- Nigel Terry : Archeptolème
- Trevor Eve : Velior
- Mark Lewis Jones : Tecton
- Frankie Fitzgerald : Énée

## Production

### Genèse et développement
Avant que Wolfgang Petersen ne dirige le film, Christopher Nolan avait été envisagé pour le faire tout comme Terry Gilliam qui lira les cinq premières pages du script avant de refuser[réf. nécessaire].

### Choix des acteurs
Pour le rôle d'Hélène, plusieurs actrices comme Halle Berry, Keira Knightley, Jennifer Lopez, Katie Holmes, Kristin Kreuk, Sophie Marceau, Charlotte Kemp Muhl, Connie Nielsen ou encore Catherine Zeta-Jones ont passé l'audition avant que Diane Kruger ne soit choisie[réf. nécessaire].
Pour le rôle de Briséis, le premier choix était l'actrice indienne Aishwarya Rai qui le refusera à cause des scènes de nu. Plusieurs actrices comme Keira Knightley passeront l'audition mais c'est Eric Bana, l'interprète d'Hector qui parviendra à convaincre Wolfgang Petersen d'engager sa compatriote Rose Byrne pour l'incarner[réf. nécessaire].

## Musique
Gabriel Yared est initialement choisi par Wolfgang Petersen. Il passe près d'un an à travailler sur le film, notamment avec la soprano Tania Tzarovska. Cependant, après des projections test, sa partition est jugée dépassée et vieillotte. Warner Bros. décide alors de le remplacer.
Il est remplacé par James Horner, qui écrit la nouvelle musique en quatre semaines. Il conserve certaines voix de Tania Carovska et incorpore des cuivres et des instruments traditionnels. James Hormer collabore également avec Josh Groban et Cynthia Weil pour la chanson de fin, Remember.
Dans la version director's cut, les parties musicales avec Tania Carovska sont remplacées par des parties de James Horner provenant d'autres parties du film. Par ailleurs, dans cette version longue, le thème de La Planète des singes de Tim Burton, composé par Danny Elfman, est utilisé lors du combat entre Hector et Achille. 
| Liste des titres | Liste des titres                               | Liste des titres | Liste des titres | Liste des titres | Liste des titres | Liste des titres | Liste des titres | Liste des titres | Liste des titres |
| No               | Titre                                          | Interprète(s)    | Durée            |                  |                  |                  |                  |                  |                  |
| ---------------- | ---------------------------------------------- | ---------------- | ---------------- | ---------------- | ---------------- | ---------------- | ---------------- | ---------------- | ---------------- |
| 1.               | 3200 Years Ago                                 | James Horner     | 3:38             |                  |                  |                  |                  |                  |                  |
| 2.               | Troy                                           | James Horner     | 5:01             |                  |                  |                  |                  |                  |                  |
| 3.               | Achilles Leads the Myrmidons                   | James Horner     | 8:30             |                  |                  |                  |                  |                  |                  |
| 4.               | The Temple of Poseidon                         | James Horner     | 3:28             |                  |                  |                  |                  |                  |                  |
| 5.               | The Night Before                               | James Horner     | 3:29             |                  |                  |                  |                  |                  |                  |
| 6.               | The Greek Army and Its Defeat                  | James Horner     | 9:38             |                  |                  |                  |                  |                  |                  |
| 7.               | Briseis and Achilles                           | James Horner     | 5:19             |                  |                  |                  |                  |                  |                  |
| 8.               | The Trojans Attack                             | James Horner     | 5:01             |                  |                  |                  |                  |                  |                  |
| 9.               | Hector's Death                                 | James Horner     | 3:27             |                  |                  |                  |                  |                  |                  |
| 10.              | The Wooden Horse And The Sacking of Troy       | James Horner     | 10:02            |                  |                  |                  |                  |                  |                  |
| 11.              | Through the Fires, Achilles... and Immortality | James Horner     | 13:27            |                  |                  |                  |                  |                  |                  |
| 12.              | Remember                                       | Josh Groban      | 4:18             |                  |                  |                  |                  |                  |                  |
| 163:46           |                                                |                  |                  |                  |                  |                  |                  |                  |                  |

## Accueil

### Critiques de presse
Troie a obtenu des critiques mitigées, recueillant 54 % de critiques positives, avec une note moyenne de 6/10 et sur la base de 228 critiques collectées, sur le site internet Rotten Tomatoes. Il obtient un score de 56/100, sur la base de 43 critiques, sur Metacritic.

### Box office
Le film a été un très grand succès commercial, rapportant 497 409 852 $ au box-office (dont 133 378 256 $ aux États-Unis), ce qui fait de lui le 8e plus grand succès au box-office de l'année 2004. Il a réalisé 2 710 000 entrées en France, 772 468 en Belgique, 482 002 au Québec, et 453 869 en Suisse.

## Distinctions
Sauf mention contraire, cette liste provient d'informations de l'Internet Movie Database.

### Récompenses
- Teen Choice Awards 2004 : meilleur acteur dans un film d'action et aventures pour Brad Pitt
- Irish Film and Television Awards 2004 : meilleur second rôle masculin pour Peter O'Toole

### Nominations
- Oscar de la meilleure création de costumes 2005
- MTV Movie Awards 2005 : meilleur acteur (Brad Pitt), meilleur combat (Achille contre Hector)
- Awards of the Japanese Academy 2005 : meilleur film étranger

## Commentaires

### Différences avec l'Iliade

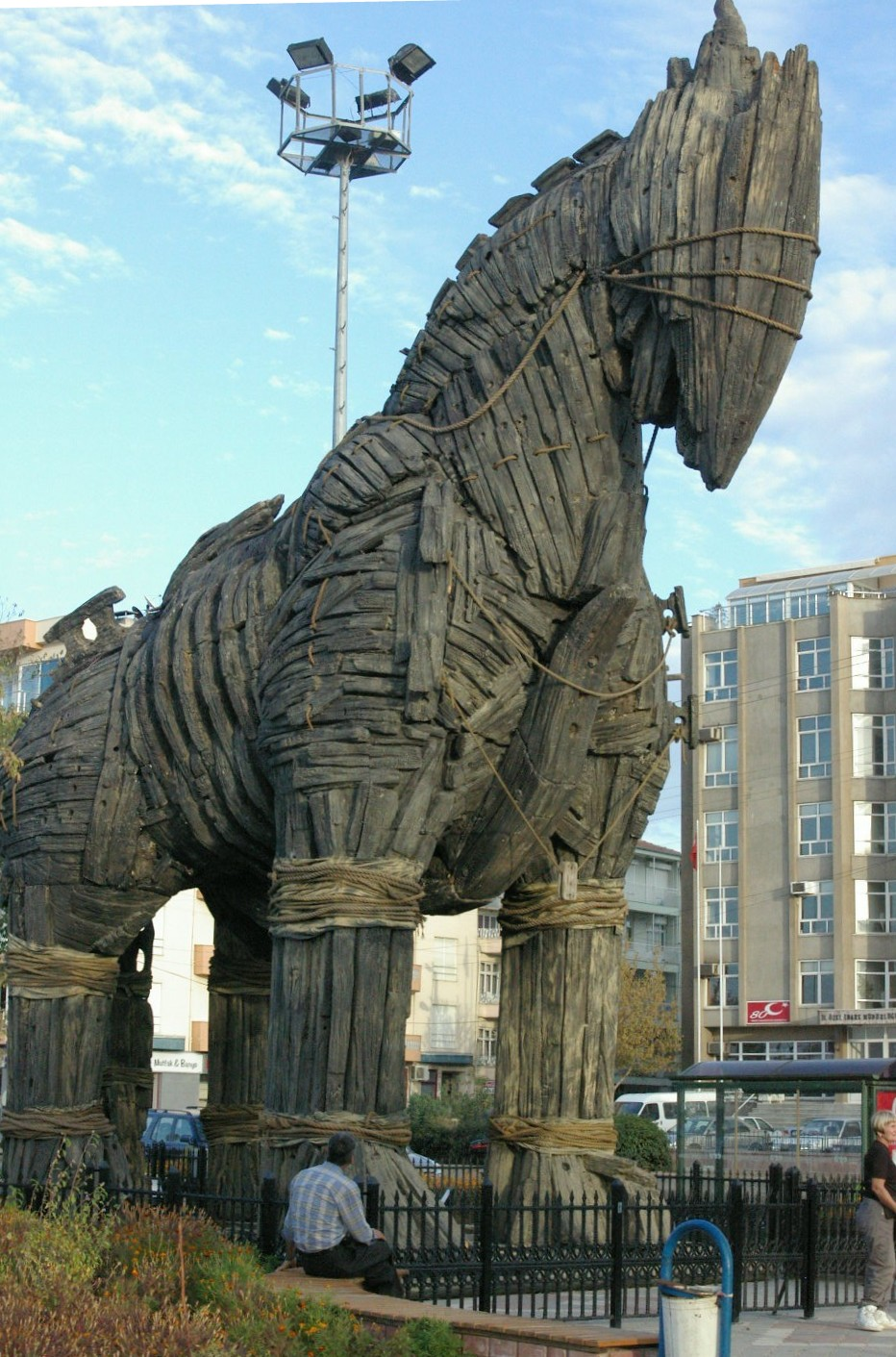
Le Cheval de Troie, tel qu'il fut construit et utilisé dans le tournage du film.

Le film prend de grandes libertés par rapport au texte d'Homère et aux autres récits utilisés. 
Les scénaristes hollywoodiens ont entièrement supprimé les apparitions des divinités olympiennes et leurs interventions dans la guerre, qui forment un aspect important de l'Iliade. Même Wolfgang Petersen expliqua l'absence des Dieux : « Je ne sais pas comment j'aurais fait. Même avec les effets spéciaux. Il y a eu ce film dans les années '70, Le choc des Titans : c'était d'un kitsch ! À partir du moment où vous retirez les dieux, vous rendez les personnages responsables de leur destin. C'est plus réaliste. » Dans le film, Achille est présomptueux et arrogant envers les dieux, dont il dit qu'ils n'ont cure des problèmes des hommes.
La relation qui lie Achille et Patrocle est modifiée : dans le film, Patrocle est un jeune cousin inexpérimenté, tandis que, dans l’Iliade, Patrocle est un « compagnon » plus âgé qu'Achille qu’il place dans son estime avant toutes autres personnes. En revanche, en ne suggérant pas un aspect homosexuel dans la relation entre Achille et Patrocle, le film est fidèle à l'Iliade, où l’ambiguïté laisse la liberté d’interprétation[source insuffisante].
Agamemnon est tué par Hector alors que, dans le cycle troyen, celui-ci est assassiné par son épouse Clytemnestre et son amant Égisthe à son retour de Troie[réf. souhaitée].

### Versiondirector's cut
Une version director's cut est présentée à la Berlinale 2007 le 17 février 2007, avant de ressortir dans plusieurs salles de cinéma en Allemagne le 19 avril 2007. Enfin, elle sort en DVD le 5 décembre 2007 (Europe).
Cette version rallonge le film de 30 minutes et a nécessité un coût supplémentaire d'un million de dollars au budget initial de 150 millions[réf. nécessaire].
Les principales différences ou rajouts sont les suivants :
- première scène d'introduction avec le chien qui renifle des cadavres ;
- dialogue entre Hector et Ménélas, après avoir bu à la santé des Troyens ;
- plus de romance entre Pâris et Hélène ;
- plan plus large (plan de nu plus explicite) d'Hélène ;
- fin alternative pour la scène où Ménélas demande à son frère Agamemnon de faire la guerre à Troie ;
- introduction d'Ulysse sur son île (comprenant que son chien va lui manquer) ;
- scène rallongée de l'entrainement d'Achille et de son cousin Patrocle ;
- scène alternative d'introduction de Briséis ;
- première bataille sur la plage largement rallongée et plus violente (plus de sang, de membres découpés…) avec des plans différents (au lieu de rebondir sur un bouclier Myrmidon, une lance Troyenne va se planter dans le visage d'un Myrmidon) ;
- massacre des Troyens par Ajax le grand pendant la bataille sur la plage ;
- fin alternative de la scène où Achille coupe la tête de la statue d'Apollon ;
- bataille plus violente dans le temple d'Apollon ;
- scène alternative de la rencontre d'Achille et d'Hector dans le temple ;
- scène ajoutée où les corps des Troyens morts sont brûlés et où les veuves pleurent leurs maris ;
- prise de vue différente de la scène où Achille est confronté à Agamemnon dans sa tente, lorsque celui-ci a capturé Briséis ;
- petit dialogue entre Hélène et Priam, avant que les Grecs ne viennent aux portes de Troie ;
- seconde bataille devant les murs de Troie rallongée (encore une fois, plus violente, plus sanglante, les chars grecs s'enfuient en écrasant les cadavres sur leur chemin…) ;
- suppression totale de la scène où Hélène recoud la jambe de Pâris ;
- fin alternative où Achille apprend à Patrocle qu'ils vont repartir plutôt que de continuer la bataille ;
- troisième bataille sur la plage légèrement modifiée : la coupure à la gorge de Patrocle plus profonde et plus saignante ;
- scène rallongée lorsque le corps d'Hector brûle sur le bucher ;
- scène de la première apparition du cheval de Troie rallongée de quelques secondes par un dialogue entre Priam et ses serviteurs des dieux ;
- prise de vue différente lorsque les Grecs sortent du cheval ;
- saccage de la ville de Troie beaucoup plus violent (dans des plans rapides, les femmes sont poignardées et certaines violées, les hommes sont pendus, les bébés jetés au feu) ;
- scène modifiée lorsque Achille sauve Briséis des mains de deux Grecs : il n'égorge pas l'un des deux comme dans la version originale, mais il lui tranche la tête d'un coup d'épée ;
- scène inédite où Briséis, Andromaque, Hélène et les Troyens survivants s'enfuient de la ville de Troie au petit matin. Briséis regarde en arrière et aperçoit de la fumée : c'est la combustion du corps d'Achille.